# Pan Bendito (metropolitana di Madrid)
Pan Bendito è una stazione della linea 11 della metropolitana di Madrid. Si trova sotto Avenida de Abrantes, nel distretto di Carabanchel.

## Storia
La stazione è stata inaugurata nel 1998, insieme al primo tratto della linea che comprendeva solo tre stazioni, da Plaza Elíptica alla stessa Pan Bendito, ed è stata capolinea della linea 11 fino al 18 dicembre 2006, quando venne aperto il secondo tratto della linea da Pan Bendito alla stazione di La Peseta.

## Interscambi
- 47, 108, 118
- 484
- N16